# Stade de Zagazig
 (juin 2016).
Si vous disposez d'ouvrages ou d'articles de référence ou si vous connaissez des sites web de qualité traitant du thème abordé ici, merci de compléter l'article en donnant les références utiles à sa vérifiabilité et en les liant à la section « Notes et références ».
Le Stade de Zagazig (en arabe : ستاد الزقازيق) ou Stade Zaqaziq, est un stade de football égyptien situé dans la ville de Zagazig.
Il est surtout connu pour servir de stade à l'équipe de première division égyptienne d'El Sharkia SC.

## Histoire
Il sert occasionnellement de lieu de réunions politiques.